# Fingringhoe
Fingringhoe är en by och en civil parish i Colchester i Essex i England. Orten har 783 invånare (2001). Den har en kyrka.